# أفريم زوروف

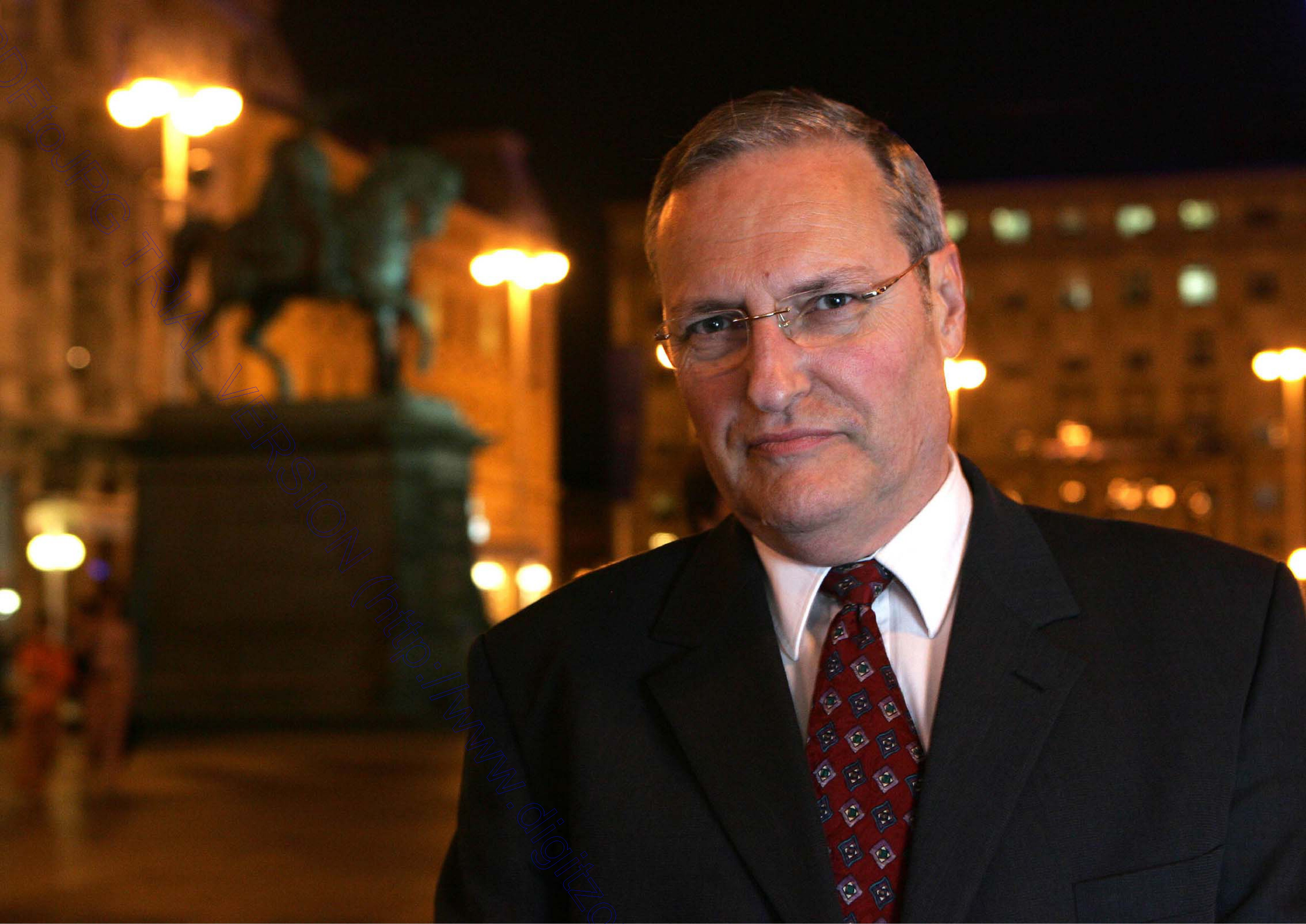

أفريم زوروف (بالإنجليزية: Efraim Zuroff) (وُلد 5 أغسطس 1948 في الولايات المتحدة) مؤرخ إسرائيلي والرئيس التنفيذي لمركز فيزنتال في القدس. اسمه المستعار هو «آخر صائد النازيين». خلال سنواته أكد خميس أنه المئات من مجرمي الحرب النازيين ولعب دورا هاما في تقديمهم إلى المحكمة.

## روابط خارجية
- أفريم زوروف على موقع مونزينجر (الألمانية)